# نظریه مرکزیت کوپرنیک

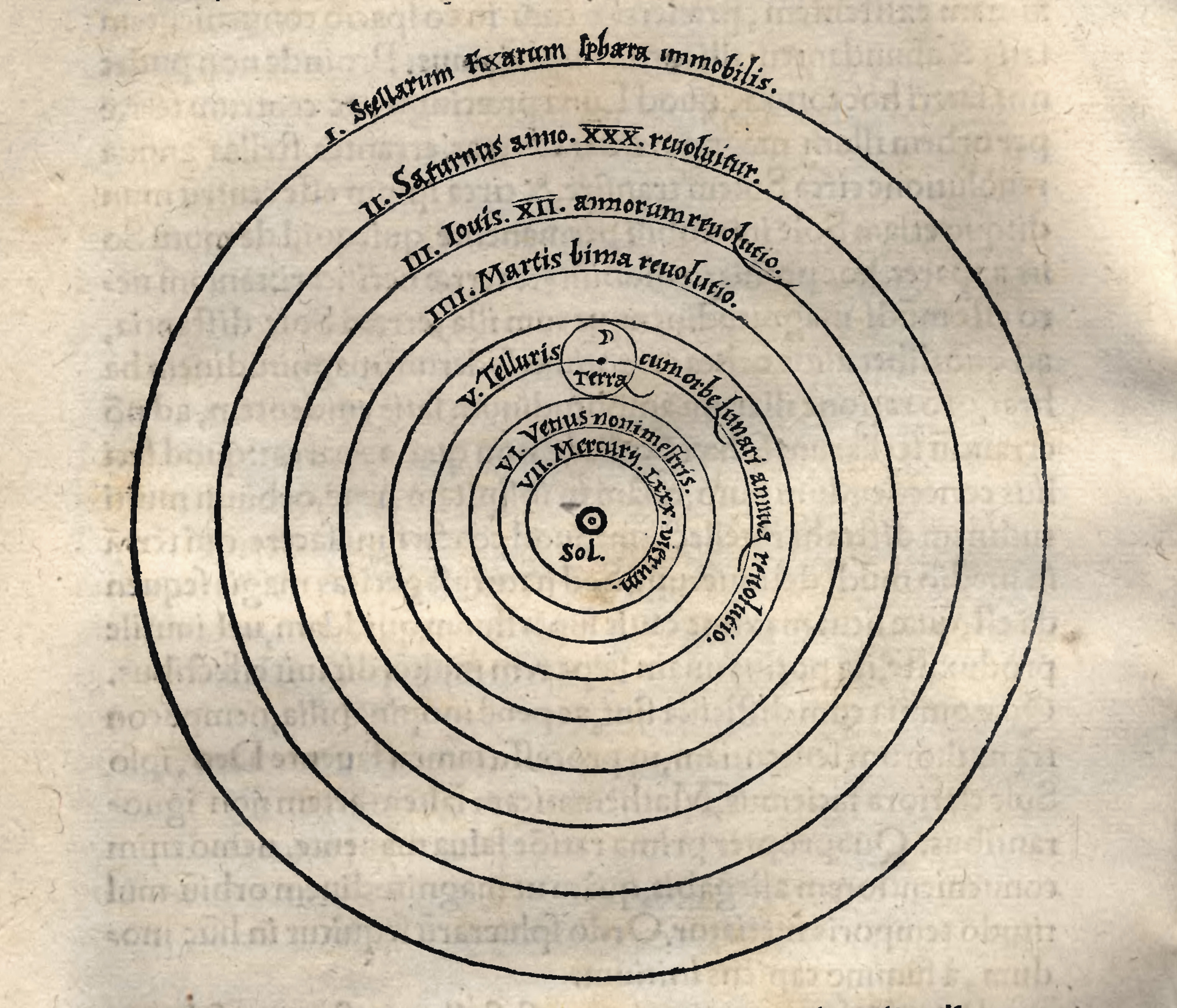
طرحی از نظریه مرکزیت (نظریه خورشید محوری) کوپرنیک

نظریهٔ مرکزیت (نظریه خورشید محوری) کوپرنیک نظریه نجومی است که در سال ۱۵۴۳ میلادی توسط نیکلاس کوپرنیک ستاره‌شناس لهستانی-آلمانی (طی کتاب ناراتیو پریما) مطرح شد. نظریهٔ خورشید محوری، انقلاب فکری بزرگی بود زیرا هم با اصول پذیرفته شده نجوم بطلمیوسی در تعارض بود و هم با نص کتاب مقدس مسیحیان. در سال ۱۵۱۴ کوپرنیک دست نوشته کوتاهی را بین دوستان خود توزیع کرد که در آن دیدگاه‌هایش را درباره فرضیهٔ خورشید مرکزی به اختصار بیان کرده بود و آغازی بود برای تکمیل نظریهٔ مرکزیت. وی پس از سال‌ها مطالعه و رصد اجرام آسمانی سرانجام در کتابی به نام ناراتیو پریما در سال ۱۵۴۳ کوپرنیک نظریه‌های خویش را مبنی بر اینکه این خورشید است که در مرکز منظومه شمسی است کاملاً بر خلاف تصور پیشینیان که زمین در مرکز کائنات می‌دانستند بیان کرد. بر اساس این نظریهٔ خورشید مرکز جهان در نظر گرفته شده و دیگر کرات و سیارات از جمله زمین به شکل ساکن و با سرعت‌های ثابتی به دور آن می‌چرخند. نظریهٔ مرکزیت کوپرنیک به همراه نظریهٔ نجومی بطلمیوس سال‌ها در فرهنگ غربی از نظریه‌های نجومی غالب بودند. نظریهٔ انقلابی کوپرنیک یکی از درخشان‌ترین کشفیات عصر رنسانس است که نه فقط آغازگر ستاره‌شناسی نوین بود، بلکه دیدگاه بشر را دربارهٔ جهان هستی دگرگون کرد.

## زمینه‌های فکری کوپرنیک
از اولین اشخاصی که پی به نادرست بودن نظریهٔ زمین مرکزی برد شخصی به نام ابرخس بود همچنین فیثاغورس هم اشاره‌ای به نظریهٔ خورشید مرکزی کرده بود.
ستاره‌شناسان دورهٔ اسلامی از زمان ابن هیثم به تناقضات فیزیکی و فلسفی موجود در مدل بطلمیوس پی برده و تلاش‌های بسیاری برای حل آن از خود نشان داده بودند. خواجه نصیرالدین طوسی، قطب‌الدین شیرازی و مؤیدالدین عرضی از جمله کسانی بودند که در رصدخانه مراغه به تهیه و تنظیم مدل‌های جدید غیر بطلمیوسی برای حل این مشکلات پرداختند. این مدل‌ها توسط کسانی مانند ابن شاطر دمشقی در قرون بعدی به اوج خود رسید. اگر چه تمام این مدل‌ها همچنان زمین مرکزی بودند، ولی تناقضات مدل بطلمیوسی را حل می‌نمودند.
کوپرنیک نیز با همین انگیزه دست به کار شد تا مدلی غیر بطلمیوسی برای عالم تنظیم کند، و امروزه می‌توان ردپای دستاوردهای منجمین مکتب مراغه را در کارهای وی مشاهده کرد.

## پیوندها
- نیکلاس کوپرنیک
- رنسانس